# Chemia śmierci
Chemia śmierci (ang. The Chemistry of Death) – powieść z gatunku thrillerów, autorstwa Simona Becketta, wydana w 2006 roku przez wydawnictwo Amber. Jest to pierwsza część przygód doktora Davida Huntera. W 2006 roku nominowana do Złotego Sztyletu

## Opis fabuły
Małe miasteczko Manham. To tu po stracie rodziny postanawia uciec dr David Hunter – wybitny antropolog sądowy. Znajduje zatrudnienie jako lekarz rodzinny u Henry'ego Maitlanda, miejscowego lekarza. Miasto jest spokojne i ciche przez 3 lata, do czasu gdy dzieci znajdują zmasakrowane zwłoki. Policja podejrzewa zabójstwo i prosi Huntera o pomoc. Ten jednak nie chce się zgodzić. Zmienia zdanie, gdy zostaje porwana kolejna kobieta i podejmuje współpracę z inspektorem Mackenziem.